# 岚安乡
岚安乡，是中华人民共和国四川省甘孜藏族自治州泸定县下辖的一个乡镇级行政单位。

## 行政区划
岚安乡下辖以下地区：
昂州村、昂乌村、脚乌村和乌坭岗村。